# Arcfox Lite
Arcfox Lite — городской электромобиль, выпускающийся с 2017 по 2020 год китайским автопроизводителем BAIC Motor под брендом Arcfox.

## Описание

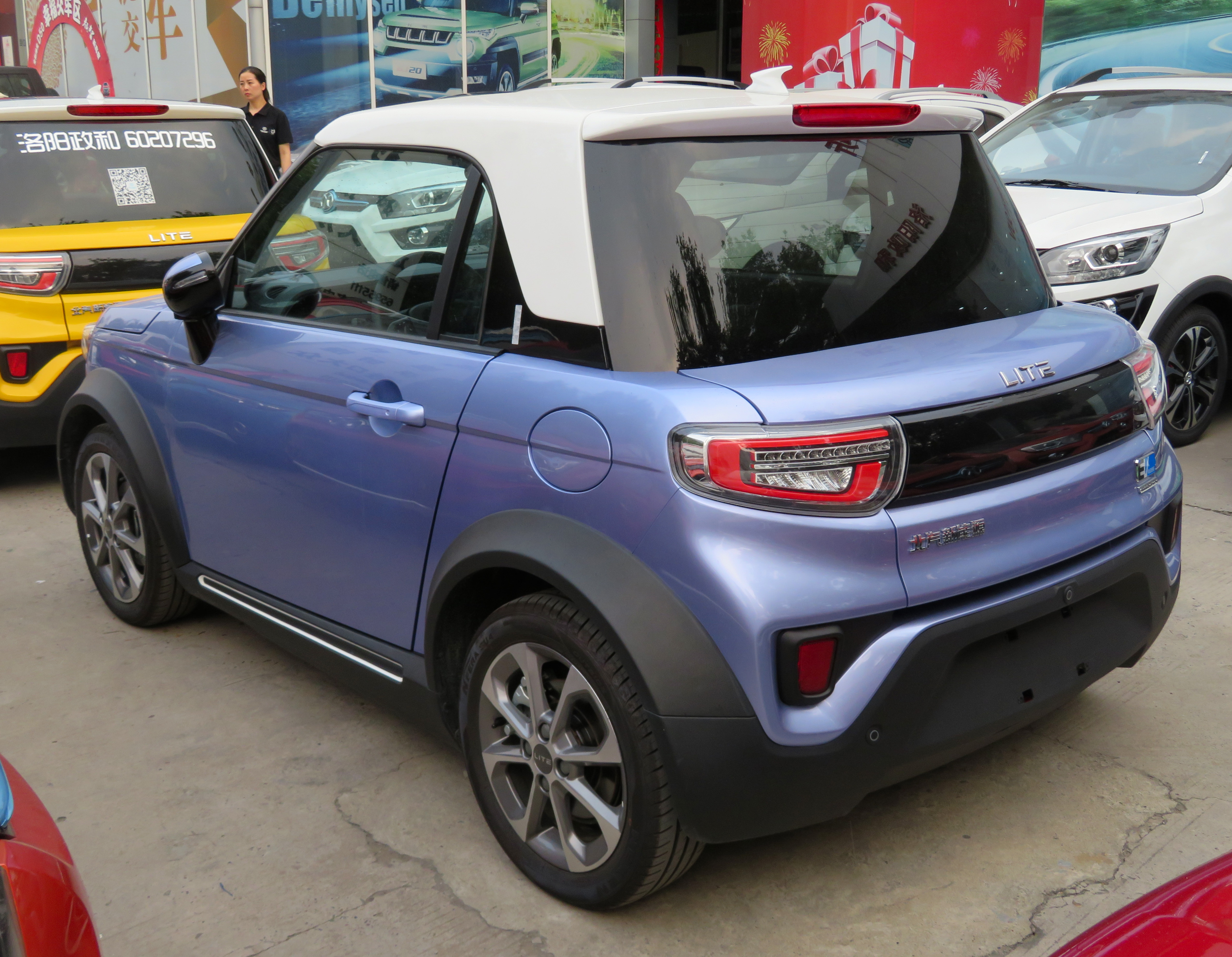
Вид сзади

В 2016 году производитель из Китая BAIC Motor представил концепт-кар Lite R300. В конце 2017 года автомобиль начал продаваться под брендом Arcfox как электрическая мотоколяска, неуклонно набирающая популярность в Китае.
Arcfox Lite выпускался в кузове хетчбэк с короткой ступенчатой задней частью и двухцветной окраской кузова, а также характерной светящейся полосой между ДХО.

## Технические характеристики
Arcfox Lite оснащён электродвигателем мощностью 49 л. с. и крутящим моментом 120 Н⋅м, который питается от аккумулятора ёмкостью 16,4 кВт⋅ч. Запас хода 150 км.